# Nicolai-Kirche (Elstorf)

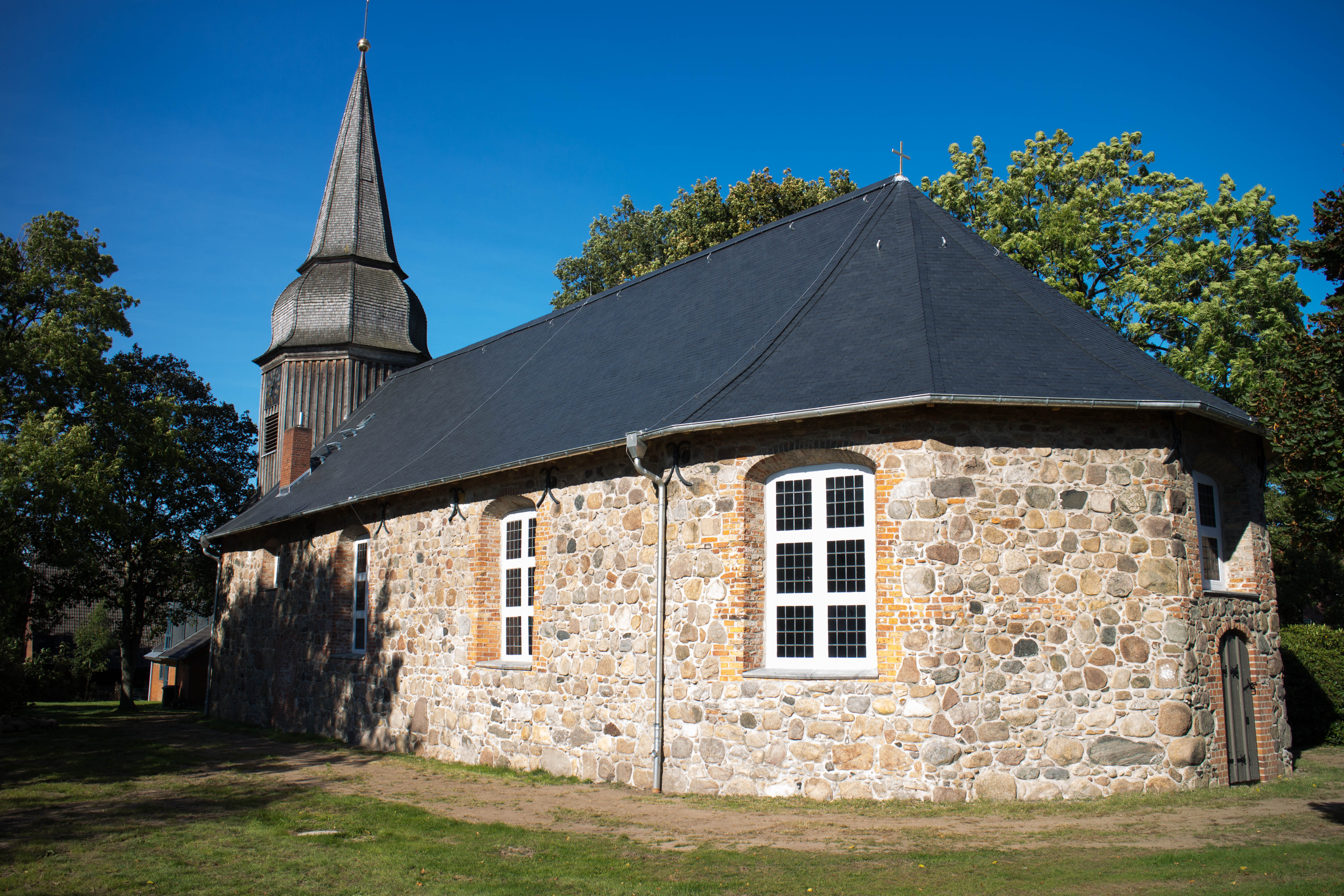
Nicolai-Kirche

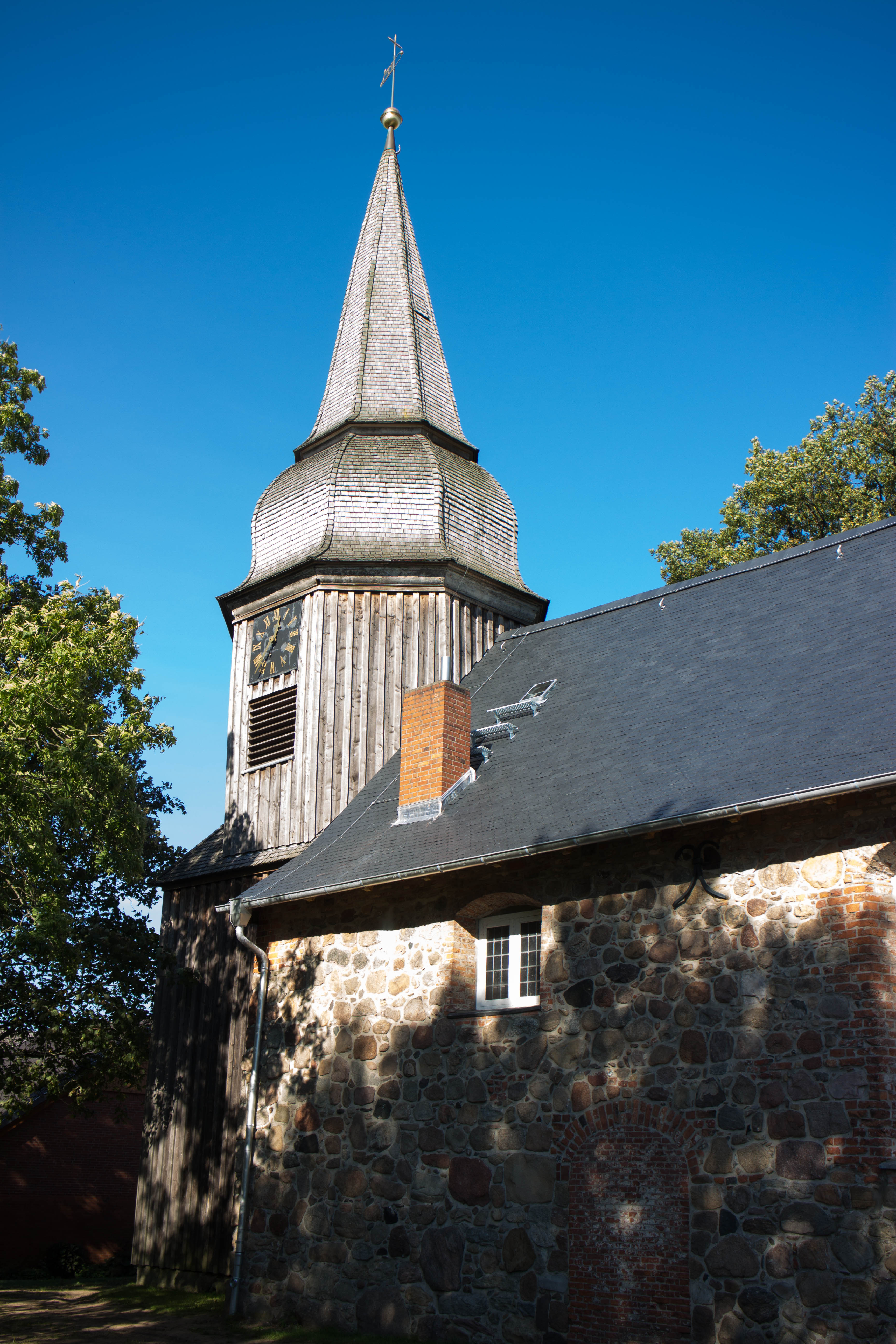
Kirchturm der Nicolai-Kirche

Die Nicolai-Kirche ist eine evangelisch-lutherische Kirche in Elstorf, einem Ortsteil der Einheitsgemeinde Neu Wulmstorf im Landkreis Harburg in Niedersachsen. Die Ev.-luth. Nicolai-Kirchengemeinde Elstorf gehört zum Kirchenkreis Hittfeld im Sprengel Lüneburg der Evangelisch-lutherischen Landeskirche Hannovers.

## Geschichte

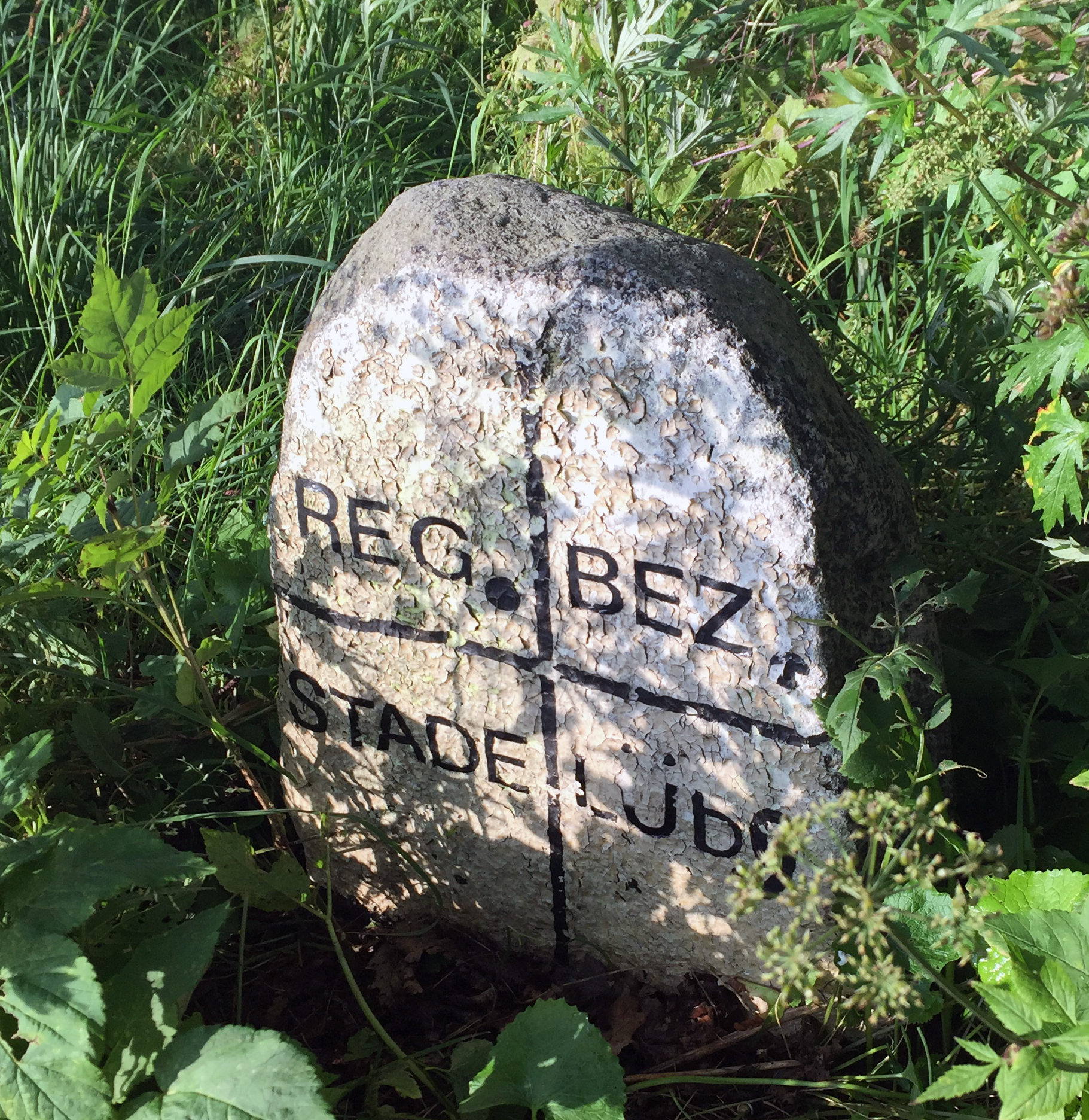
Grenze zum Erzstift Bremen seit 1236 und heute noch des Pfarrbezirks an der Landscheide Eilendorf

Um 1000 stand in Elstorf eine kleine Holzkapelle. Diese wurde um 1200 durch eine Feldsteinkirche ersetzt, die bis heute in ihrer Grundform erhalten ist und 1704 neu erbaut wurde. Im Jahre 1729 wurde der heute noch dicht am Steinbau anschließende hölzerne Kirchturm erbaut. Rechnungen von 1637 belegen einen früheren Turm.
Zum Kirchspiel Elstorf gehörten ursprünglich die elf Dörfer Ardestorf, Daerstorf, Eilendorf, Fischbek, der Moisburger Teil Neugrabens, Immenbeck, Ketzendorf, Ovelgönne, Schwiederstorf und Wulmstorf (Neu Wulmstorf). Neugraben, Fischbek und Neu Wulmstorf haben inzwischen eigene Kirchen.

## Ausstattung
Den schlichten Innenraum schmückt der hölzerne Kanzelaltar aus dem Jahre 1701. Der schwarze und mit Gold verzierte Altar reicht mit seiner Kanzel bis unter die Decke. Auf ihm stehen der auferstandene Christus, in Siegespose über das Böse (Schlange) und den Tod (Skelett), und zwei Engel mit Marterwerkzeugen. Weitere Themen des Altars sind die Bilder von Kreuzigung und Auferstehung.
Im Jahre 1639 wird die älteste Glocke in Rechnungen erwähnt, als diese von Pawel Voß aus Lüneburg durch Umgießen einer älteren Glocke entstand. Diese wiederum sprang 1777 oder 1797 und wurde 1819 durch eine neue Glocke des Kaiserlich-Französischen Stückgießers Anton Keller aus Tostedt ersetzt. Zum Siegesfest der Völkerschlacht am 16./17. Oktober 1819 läutete sie erstmals.
Die mittlere Glocke von 1801 – gegossen von Christoph Heinrich Meyer aus Bremen  –  wurde 1863 von F. Meyer aus Linden umgegossen und musste 1917 für 2088 Mark an die Kriegsmetall-Aktiengesellschaft abgetreten werden. Gegen 1575 Mark wurde sie 1919 wieder zurückgegeben. Im Zweiten Weltkrieg musste die große Glocke abgegeben werden. Bei der Rückgabe 1947 riss das Seil und verletzte einen Zimmermann schwer.
Die kleine Glocke stammt aus dem Jahre 1968.
Das hölzerne Taufbecken aus dem Jahre 1692 trägt das Wasser in einer 1929 von der Gemeinde Immenbeck gestifteten silbernen Taufschale.
Die mechanische Schleifladenorgel stammt von E. Meyer aus Hannover und wurde 1853 erbaut. Zwei Bilder unterhalb der Orgelempore zeigen Philipp Melanchthon und Martin Luther, wobei letzteres vermutlich eine schwedische Lithographie von 1850 ist.
Die Turmuhr von 1911 stammt von der Firma J. F. Weule aus Bockenem.
Eine Gedächtnistafel für Gefallene des Ersten Weltkriegs wurde im März 1933 angebracht.
Das Kruzifix und die Leuchter wurden 1979 gestohlen und 1980 durch neue des Glücksburger Bildhauers Siegbert Amler ersetzt.

## Pastoren
| Amtszeit  | Pastor in Elstorf                            |
| --------- | -------------------------------------------- |
| 1572–1616 | Christoph Frohne                             |
| 1616–1638 | Hinrich Mechow                               |
| 1638–1671 | Christoph Bauknecht                          |
| 1672–1676 | Joachim Meinecke                             |
| 1676–1718 | Christoph Reibestahl                         |
| 1718–1725 | Georg Wilhelm Haber                          |
| 1725–1774 | Justus Konrad Wedekind                       |
| 1775–1799 | Friedrich August Peters                      |
| 1800–1807 | Johann Wilhelm Christian Eberhard Friederich |
| 1807–1826 | Johann Samuel Ludwig Nöldeke                 |
| 1826–1839 | Johann Friedrich Carl Meyer                  |
| 1839–1851 | Christian Eduard Bühring                     |
| 1851–1856 | Leopold Julius Schultze                      |
| 1856–1856 | Heinrich Friedrich Haccius                   |
| 1856–1867 | Johann Heinrich Louis Hoppe                  |
| 1867–1877 | Heinrich Wilhelm Theodor Adolf Walbaum       |
| 1877–1887 | Friedrich Johannes Kastropp                  |
| 1888–1900 | Gustav Adolf Oehlmann                        |
| 1900–1911 | Wilhelm Emil Rudolf Boes                     |
| 1912–1914 | Claus Oskar Umland                           |
| 1915–1918 | Hans Theodor Hoppe                           |
| 1918–1929 | Gerhard Friedrich Ludwig Schriever           |
| 1929–1936 | Adolf Arnold Enno Langelotz                  |
| 1937–1947 | Georg Karl Emil Hermann Jacobi               |
| 1948–1951 | Hans Diercks                                 |
| 1951–1961 | Hans Emil Reinhold Friedrich Schönberg       |
| 1963–1986 | Heinz Ernst Johannes Bargenda                |
| 1987–2010 | Dr. Günter Otto Benjamin Scholz              |
| 2011–     | Ruth Stalmann-Wendt                          |